# Agnestads kyrka
Agnestads kyrka var en rundkyrka i Agnestad i Falköpings östra socken. 

## Kyrkobyggnaden
Kyrkobyggnaden uppfördes på 1100-talet av Bengt den gode och ödelades troligen på 1500-talet. Biskop Bengt byggde också Dimbo rundkyrka vid samma tid. Platsen för kyrkan skall enligt legenden ha pekats ut av Sankt Sigfrid. Det kan även ha funnits rundkyrkor i Falekvarna och Bestorp. Idag finns i Västergötland en fortfarande intakt rundkyrka i Skörstorp. I Sverige finns totalt 8 bevarade rundkyrkor. Enligt äldre teori var rundkyrkor utformade som försvarsverk, men senare teorier gör gällande att det var ett sätt att försöka efterlikna Heliga gravens rotunda i Jerusalem och att de byggdes av personer som gjort vallfärdsresor till Jerusalem.

## Galleri

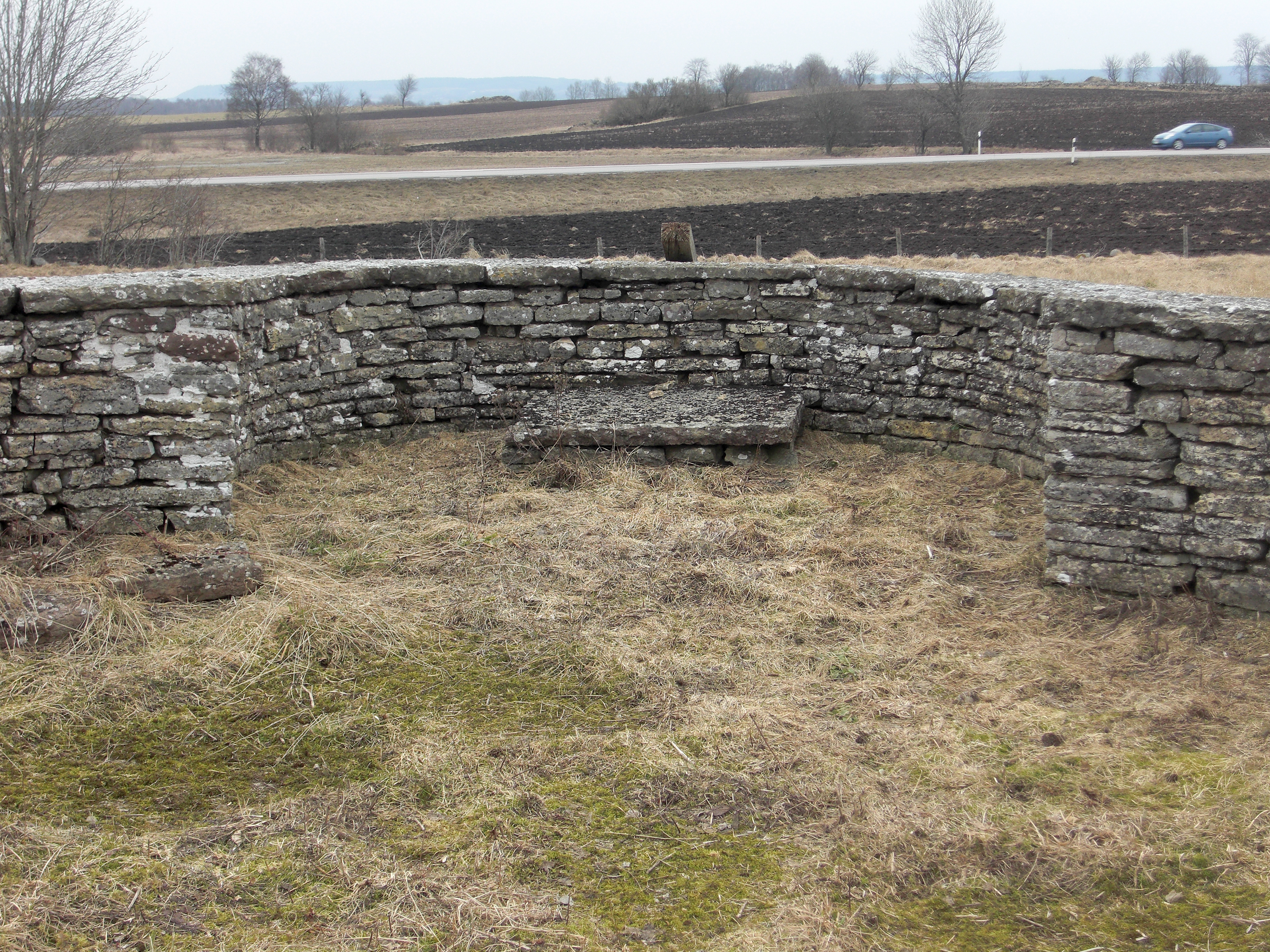
Altaret.
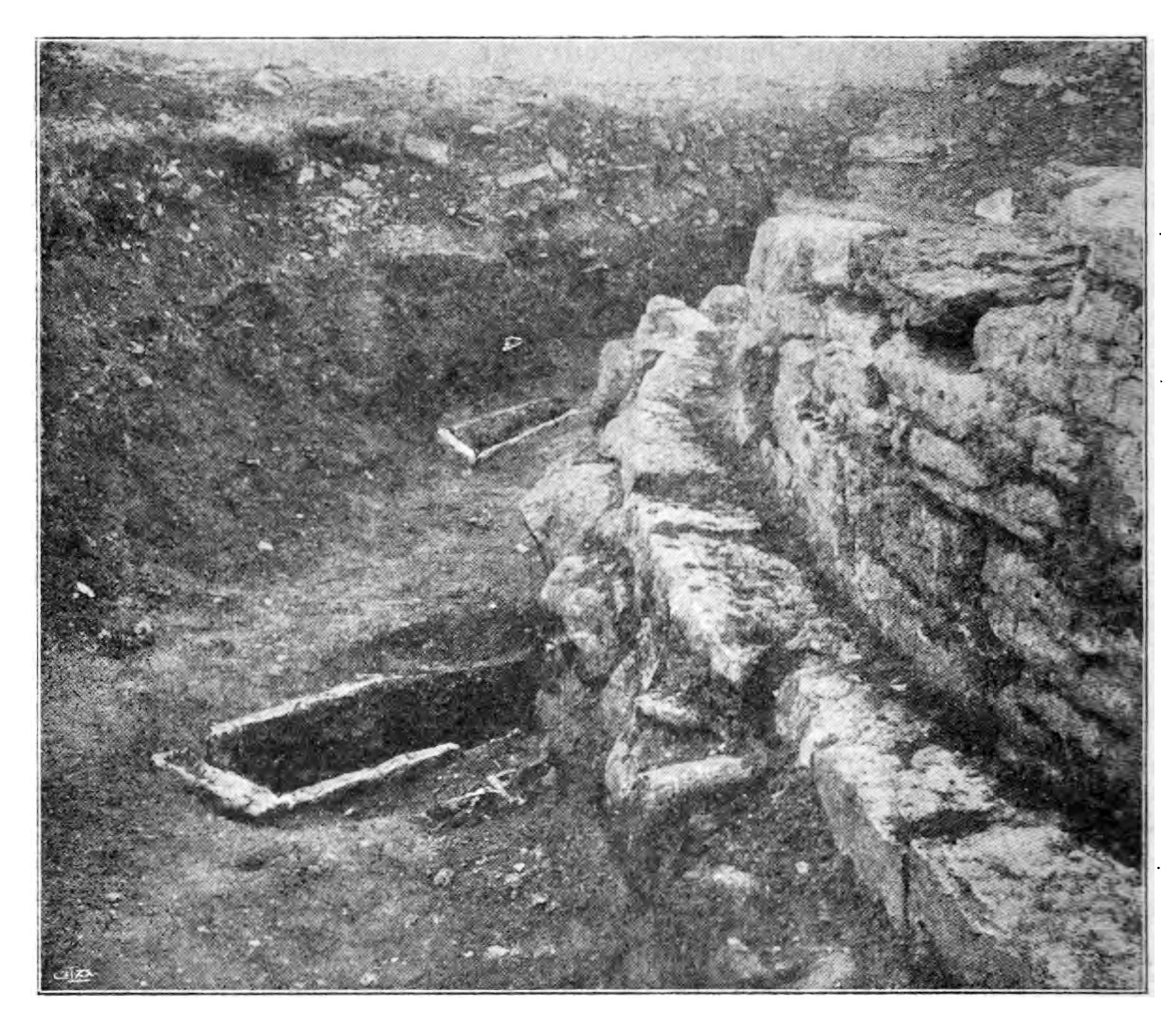
Del av mur.
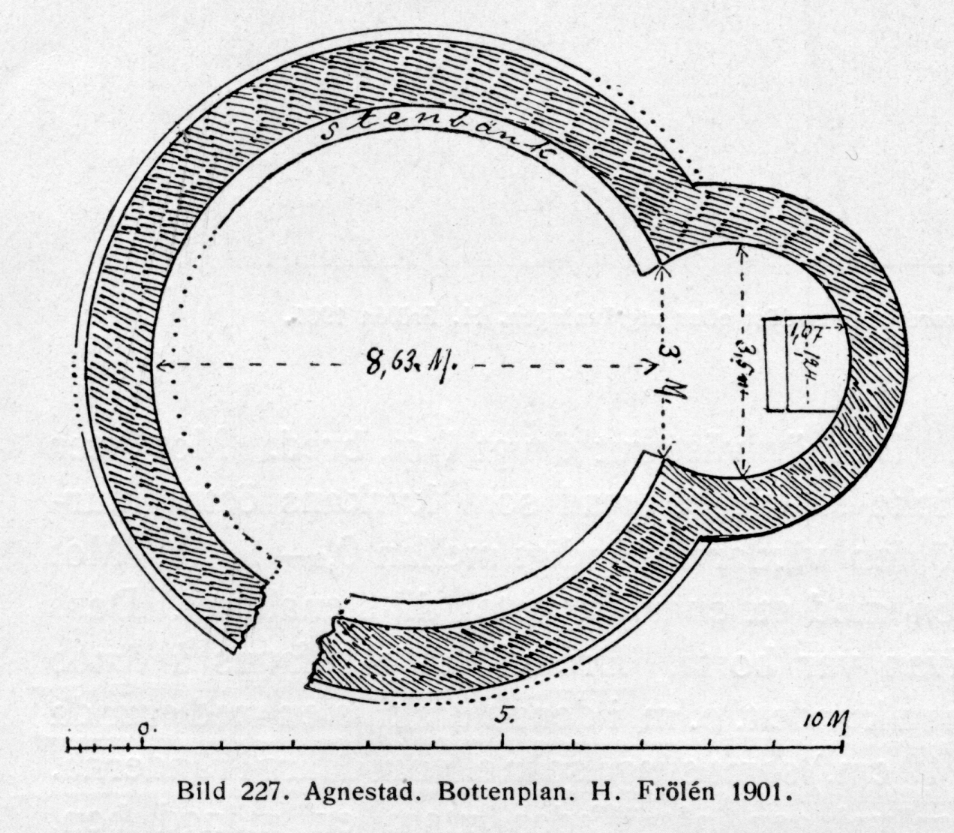
Plan.